# Hymn Irlandii
Amhrán na bhFiann (pol. Żołnierska pieśń; wym. IPA: [auˈɾˠɑːnˠ̪ nˠ̪ə ˈvʲiənˠ̪]; ang. The Soldiers' Song) – hymn państwowy Irlandii.

## Historia
Słowa w 1907 roku napisał Peadar Kearney, który razem z Patrikiem Heeneyem skomponował muzykę. Hymn jest marszem, nawiązuje do walk niepodległościowych. Stylizowany jest na pieśń żołnierską. Drukiem ukazał się w 1912 roku w czasopiśmie Irish Freedom. Hymnem państwowym jest od 1926 roku. Oryginalny tekst z języka angielskiego na irlandzki przełożył Liam O'Rinn. Ostatecznie jako hymn został zatwierdzony tylko refren pieśni, wykonywany w języku irlandzkim. Wersja anglojęzyczna hymnu jest rozpowszechniona wśród Irlandczyków mieszkających w Ameryce, nieznających języka irlandzkiego.
Początkowe słowa hymnu brzmiały Sinne Laochra Fáil. Po dojściu do władzy partii Fianna Fáil upowszechniła się wersja ze słowami Sinne Fianna Fáil.
Amhrán na bhFiann
wersja irlandzka
Sinne Fianna Fáil

A tá faoi gheall ag Éirinn,

Buion dár slua

Thar toinn do ráinig chugainn,

Faoi mhóid bheith saor,

Sean tir ár sinsear feasta

Ni fhagfar faoin tiorán ná faoin tráill.

Anocht a théam sa bhearna baoil,

Le gean ar Ghaeil chun báis nó saoil,

Le guna scréach faoi lámhach na bpiléar,

Seo libh canaig amhrán na bhFiann.
Żołnierska pieśń
polskie tłumaczenie
Żołnierski los

Irlandii życie każe dać,

Przyszliśmy

Z ziemi zza morskich fal.

Wolności zew

To dla ojczyzny naszej znak:

Niewoli i tyranii kres.

O Erin bój, więc broni szczęk

Niestraszny nam – chwała czy śmierć

Za jedno, pośród huku dział

Niech brzmi żołnierska pieśń.

## Kompletny tekst
Kompletny tekst w języku irlandzkim i angielskim: